# Tetsuo Kagawa
Tetsuo Kagawa (香川 哲男 Kagawa Tetsuo?, nacido en 1969) en un astrónomo japonés, miembro jefe del Observatorio Gekko y descubridor de asteroides.
El Centro de Planetas Menores le adjudica el descubrimiento de 115 planetas menores entre 1997 y 2000.

## Eponimia
- El asteroide (6665) Kagawa fue bautizado en su honor el 6 de enero de 2003 (M.P.C. 47295).[1][3]

## Lista de planetas menores descubiertos
| (9123) Yoshiko       | 24 de marzo de 1998     |
| (9992) 1997 TG19[1]  | 8 de octubre de 1997    |
| (10227) Izanami[1]   | 4 de noviembre de 1997  |
| (10393) 1997 RF8[1]  | 4 de septiembre de 1997 |
| (10619) Ninigi[1]    | 27 de noviembre de 1997 |
| (10899) 1997 WN13[1] | 24 de noviembre de 1997 |
| (11153) 1997 YB10[1] | 25 de diciembre de 1997 |
| (11362) 1998 EN9     | 6 de marzo de 1998      |
| (11403) 1999 BW      | 16 de enero de 1999     |
| (11676) 1998 CQ2     | 6 de febrero de 1998    |
| (13791) 1998 VC      | 1 de noviembre de 1998  |
| (14205) 1999 BC4     | 18 de enero de 1999     |
| (14216) 1999 VW1     | 4 de septiembre de 1999 |
| (14547) 1997 TF19[1] | 4 de septiembre de 1999 |
| (14982) 1997 TH19[1] | 8 de octubre de 1997    |
| (15024) 1998 TB      | 2 de octubre de 1998    |
| (15401) 1997 VE4[1]  | 4 de noviembre de 1997  |
| (16981) 1999 AU7     | 4 de noviembre de 1997  |
| (17746) Haigha[1]    | 30 de enero de 1998     |
| (18641) 1998 EG10    | 8 de marzo de 1998      |
| (19371) 1997 YP11[1] | 27 de diciembre de 1997 |
| (19621) 1999 RE1     | 4 de septiembre de 1999 |
| (20263) 1998 FF16    | 25 de marzo de 1998     |
| (21982) 1999 XL8     | 4 de diciembre de 1999  |
| (22762) 1998 YM12    | 27 de diciembre de 1998 |

| (24195) 1999 XD36    | 6 de diciembre de 1999  |
| (25236) 1998 UT6     | 18 de octubre de 1998   |
| (25249) 1998 UV22    | 31 de octubre de 1998   |
| (25261) 1998 VX5     | 11 de noviembre de 1998 |
| (25385) 1999 UC3     | 20 de octubre de 1999   |
| (25446) 1999 XF2     | 4 de diciembre de 1999  |
| (26330) 1998 WN5     | 20 de noviembre de 1998 |
| (26967) 1997 RZ7[1]  | 4 de septiembre de 1997 |
| (26974) 1997 TJ19[1] | 8 de octubre de 1997    |
| (28006) 1997 XM5[1]  | 3 de diciembre de 1997  |
| (28215) 1998 YE1     | 16 de diciembre de 1998 |
| (29635) 1998 VP5     | 9 de noviembre de 1998  |
| (29721) 1999 AC21    | 13 de enero de 1999     |
| (29733) 1999 BA4     | 18 de enero de 1999     |
| (30104) 2000 FA3     | 27 de marzo de 2000     |
| (31119) 1997 RP1[1]  | 3 de septiembre de 2000 |
| (31222) 1998 BD30[1] | 26 de enero de 1998     |
| (31353) 1998 TE      | 2 de octubre de 1998    |
| (31386) 1998 YG1     | 16 de diciembre de 1998 |
| (31607) 1999 GQ5     | 15 de abril de 1999     |
| (33356) 1999 AM3     | 9 de enero de 1999      |
| (33378) 1999 CE14    | 13 de febrero de 1999   |
| (35395) 1997 XM10[1] | 4 de diciembre de 1997  |
| (35475) 1998 EP9     | 6 de marzo de 1998      |
| (38087) 1999 JN      | 6 de mayo de 1999       |

| (39975) 1998 HY6   | 20 de abril de 1998     |
| (40411) 1999 RM3   | 6 de septiembre de 1999 |
| (40757) 1999 TS8   | 5 de octubre de 1999    |
| (40758) 1999 TT8   | 5 de octubre de 1999    |
| (41041) 1999 VV1   | 4 de noviembre de 1999  |
| (44448) 1998 UU22  | 31 de octubre de 1998   |
| (44477) 1998 WL5   | 20 de noviembre de 1998 |
| (44553) 1999 CH5   | 12 de febrero de 1999   |
| (45070) 1999 XA36  | 6 de diciembre de 1999  |
| (45262) 2000 AG2   | 3 de enero de 2000      |
| (47028) 1998 VG31  | 12 de noviembre de 1998 |
| (47222) 1999 VR8   | 8 de noviembre de 1999  |
| (49267) 1998 UU6   | 18 de octubre de 1998   |
| (49299) 1998 VU5   | 11 de noviembre de 1998 |
| (49301) 1998 VD6   | 11 de noviembre de 1998 |
| (49342) 1998 WE3   | 18 de noviembre de 1998 |
| (49434) 1998 YB1   | 16 de diciembre de 1998 |
| (49435) 1998 YH1   | 16 de diciembre de 1998 |
| (49437) 1998 YY3   | 17 de diciembre de 1998 |
| (49444) 1998 YO7   | 22 de diciembre de 1998 |
| (49498) 1999 CO5   | 12 de febrero de 1999   |
| (49706) 1999 VB21  | 10 de noviembre de 1999 |
| (49862) 1999 XC104 | 9 de diciembre de 1999  |
| (49988) 2000 AE5   | 3 de enero de 2000      |
| (50309) 2000 CO40  | 4 de febrero de 2000    |

| (53027) 1998 WM5  | 20 de noviembre de 1998 |
| (53120) 1999 AE21 | 13 de enero de 1999     |
| (53554) 2000 CH2  | 2 de febrero de 2000    |
| (56069) 1998 YL5  | 17 de diciembre de 1998 |
| (56080) 1999 AN3  | 9 de enero de 1999      |
| (56217) 1999 HH3  | 25 de abril de 1999     |
| (59120) 1998 XT8  | 11 de diciembre de 1998 |
| (59177) 1999 AT7  | 11 de enero de 1999     |
| (59359) 1999 DV   | 16 de febrero de 1999   |
| (59801) 1999 PY4  | 8 de agosto de 1999     |
| (66204) 1999 BA26 | 28 de enero de 1999     |
| (74313) 1998 US6  | 18 de octubre de 1998   |
| (74823) 1999 TD15 | 1 de octubre de 1999    |
| (79769) 1998 UH8  | 22 de octubre de 1998   |
| (79792) 1998 VQ5  | 9 de noviembre de 1998  |
| (79793) 1998 VR5  | 9 de noviembre de 1998  |
| (79914) 1999 CK3  | 7 de febrero de 1999    |
| (80103) 1999 PA   | 2 de agosto de 1999     |
| (80665) 2000 BD11 | 28 de enero de 2000     |
| (85873) 1999 CE1  | 5 de febrero de 1999    |
| (85968) 1999 GB2  | 8 de abril de 1999      |
| (96613) 1999 CG5  | 12 de febrero de 1999   |
| (96745) 1999 PB   | 2 de agosto de 1999     |
| (100750) 1998 EX8 | 6 de marzo de 1998      |
| (101401) 1998 VD  | 7 de noviembre de 1998  |

| (101408) 1998 VC6     | 11 de noviembre de 1998 |
| (101460) 1998 WH7     | 23 de noviembre de 1998 |
| (101565) 1999 AD21    | 13 de enero de 1999     |
| (101601) 1999 CM      | 4 de febrero de 1999    |
| (101900) 1999 QH      | 18 de agosto de 1999    |
| (101904) 1999 RD1     | 4 de septiembre de 1999 |
| (103014) 1999 XD104   | 9 de diciembre de 1999  |
| (120972) 1998 WE4     | 20 de noviembre de 1998 |
| (121208) 1999 PZ4     | 8 de agosto de 1999     |
| (129753) 1999 DG3     | 21 de febrero de 1999   |
| (137045) 1998 VE      | 7 de noviembre de 1998  |
| (168441) 1998 WD3     | 18 de noviembre de 1998 |
| (185731) 1998 VO5     | 8 de noviembre de 1998  |
| (222055) 1998 WF3     | 18 de noviembre de 1998 |
| (312971) 1998 VE34    | 15 de noviembre de 1998 |
| [1] con Takeshi Urata |                         |